# Park w Żywcu
Park Zamkowy – park, dawny ogród zamkowy założony w 1712 roku w Żywcu, wpisany jako część zespołu zamkowego do rejestru zabytków nieruchomych województwa śląskiego.

## Historia
Pierwsza wzmianka o parku sąsiadującym z zamkiem żywieckim pochodzi z inwentarza sporządzonego  w 1664. W 1712 roku z inicjatywy ówczesnych właścicieli państwa żywieckiego, rodziny Wielopolskich, na południowy wschód od zamku utworzono nowe założenie parkowe. Jak pisze Andrzej Komoniecki w Dziejopisie Żywieckim, „założony był włoską modą”. Na potrzeby budowy importowano z okolic Rychwałdu ziemię i darń. Charakter ogrodu włoskiego utrzymany został co najmniej do końca XVIII w. W 1715 postawiono oranżerię, a w 1720 zainstalowano fontannę. Park w owym okresie podzielony był na kwatery, a alejki w nim przecinały się pod kątem prostym. 
Wyraźnie składał się z dwóch zespołów, jeden złożony z kwater i drugi z regularnie posadzonym drzewostanem. Przez pierwszy zespół przebiega kanał, który powstał w drugiej połowie XVIII wieku, z tego też okresu pochodzi Domek Chiński, altana z uwidocznionym ponad dachem herbem Wielopolskich – Starykoń. Domek jest pozostałością dawnej architektury ogrodowej, murowany na rzucie ośmioboku i dwukondygnacyjny.
W pierwszej połowie XIX z inicjatywy Adama Wielopolskiego  i jego ogrodnika, Jana Merka, znacznie przekształcono założenie parkowe. 
W 1838 park przeszedł na własność rodziny Habsburgów. Wówczas jego terytorium poszerzono w kierunku połudiowo-zachodnim. 
Na przełomie XIX i XX wieku oraz w latach 1930-1936 wprowadzono nowe elementy dekoracyjne; część z nich projektowała angielska architekt Brenda Colvin, a realizowała Kit Beckh. Park o układzie geometrycznym został przekomponowany w duchu angielskich założeń krajobrazowych, wtedy to wspomniany Domek Chiński znalazł się na wyspie. Powstała wówczas polana widokowa, zainstalowano basen z fontanną, pergole i rozarium. Drewniane mostki nad kanałami zastąpiono kamiennymi. Na dziedzińcu zewnętrznym między Pałacem Habsburgów a Starym Zamkiem wybudowano ozdobną, żelazną studnię, wykonaną przez Juliana Rybarskiego z Żywca.
W 2007 na terenie parku została oddana do użytku stajnia miejska wraz z mini-zoo.
W 2009 roku zarówno park, jak i Pałac Habsburgów przeszły gruntowną rewitalizację. W grudniu 2021 na terenie parku otwarto Park Miniatur, natomiast w lutym 2012 odsłonięto ławeczkę Alicji Habsburg.
13 maja 2023 został tu zasadzony dąb „Tadeusz”, upamiętniający Tadeusza Jänicha, przed którym 16 grudnia 2023 ustawiono tablicę ku czci powstańca.
W związku z realizacją projektu SMART Żywiec - (r)ewolucja, 9 października 2023 została podpisana umowa na budowę na terenie parku tężni solankowej. Obiekt został uruchomiony 19 kwietnia 2024.

## Galeria

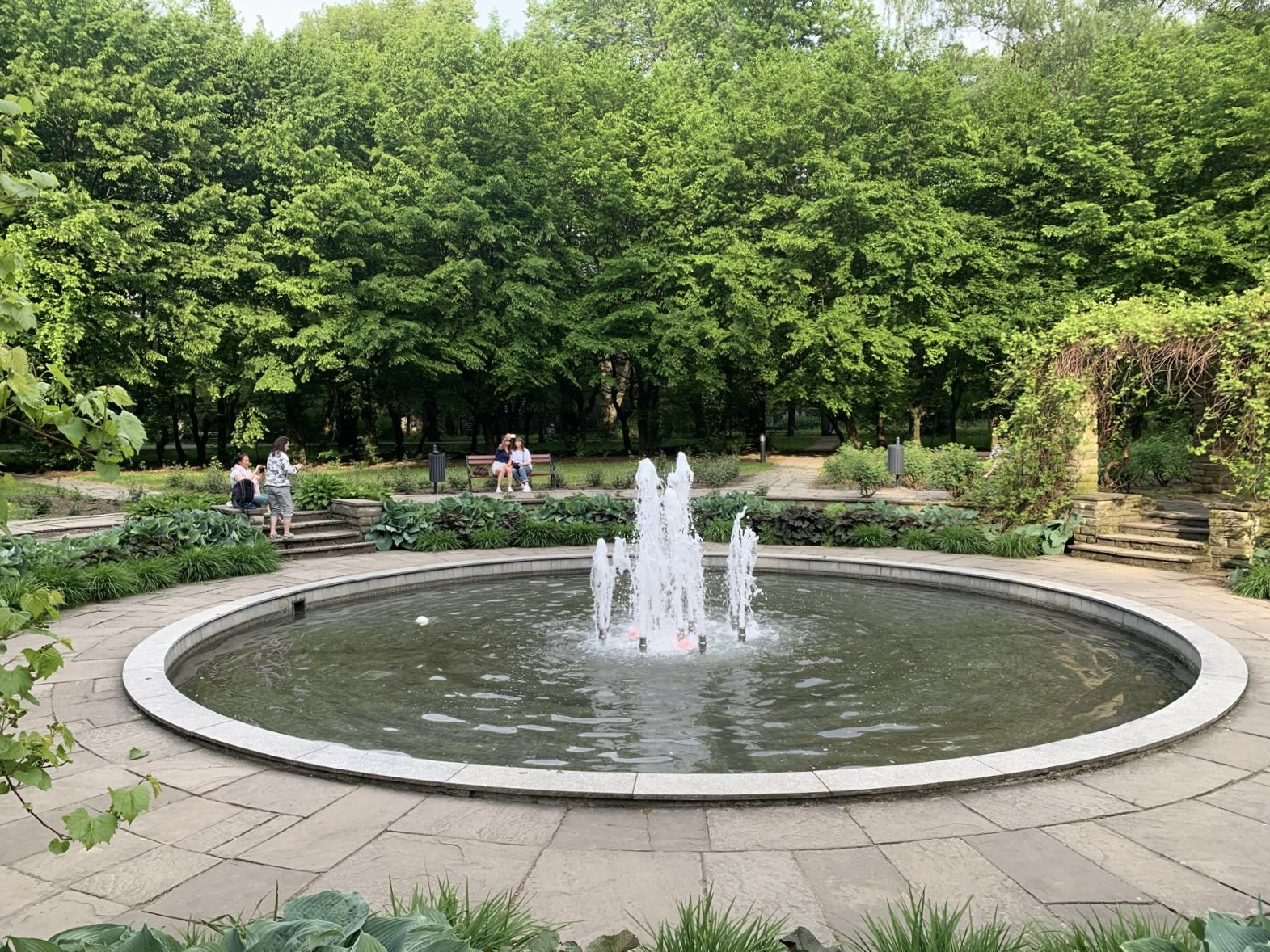
Fontanna
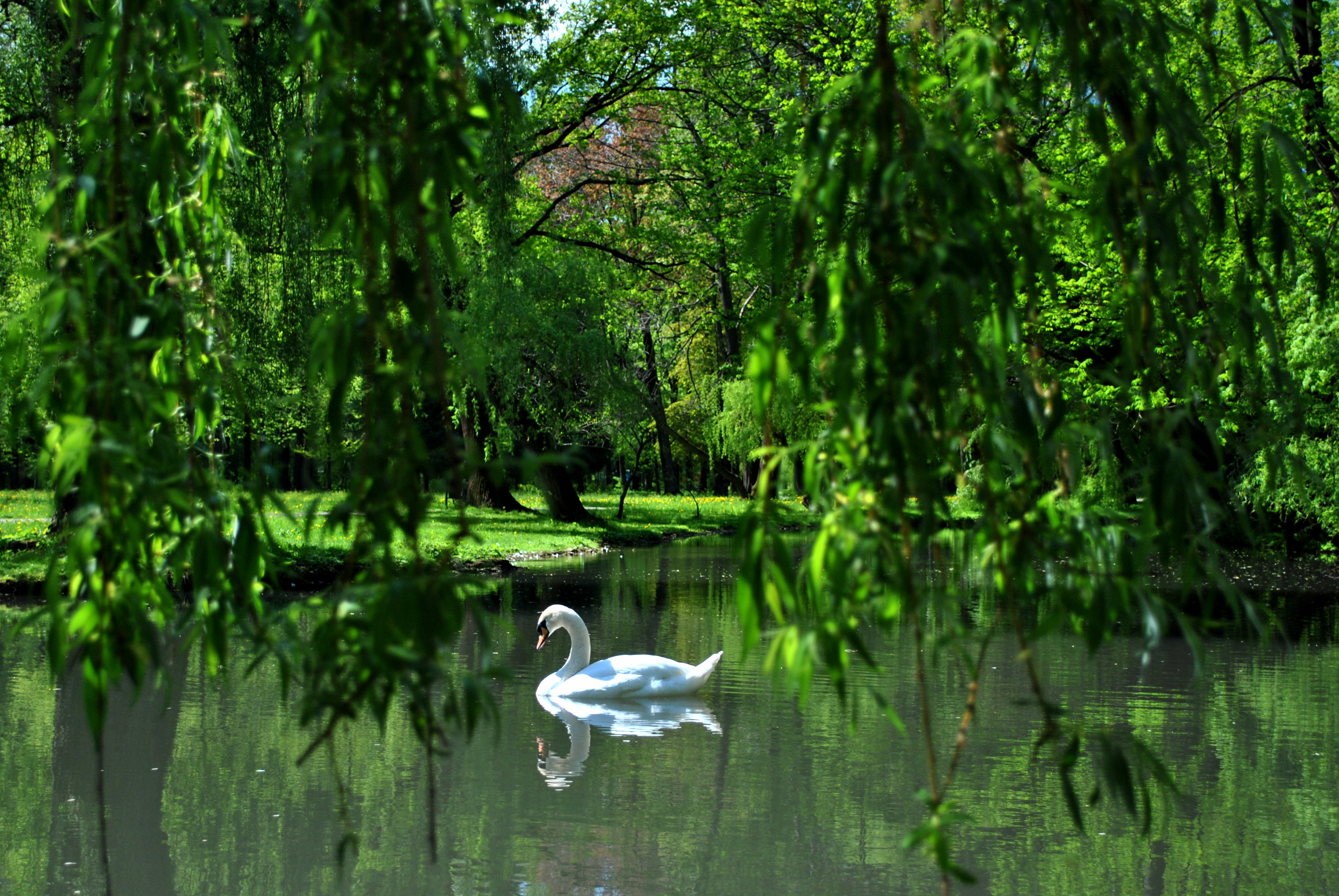
Staw parkowy
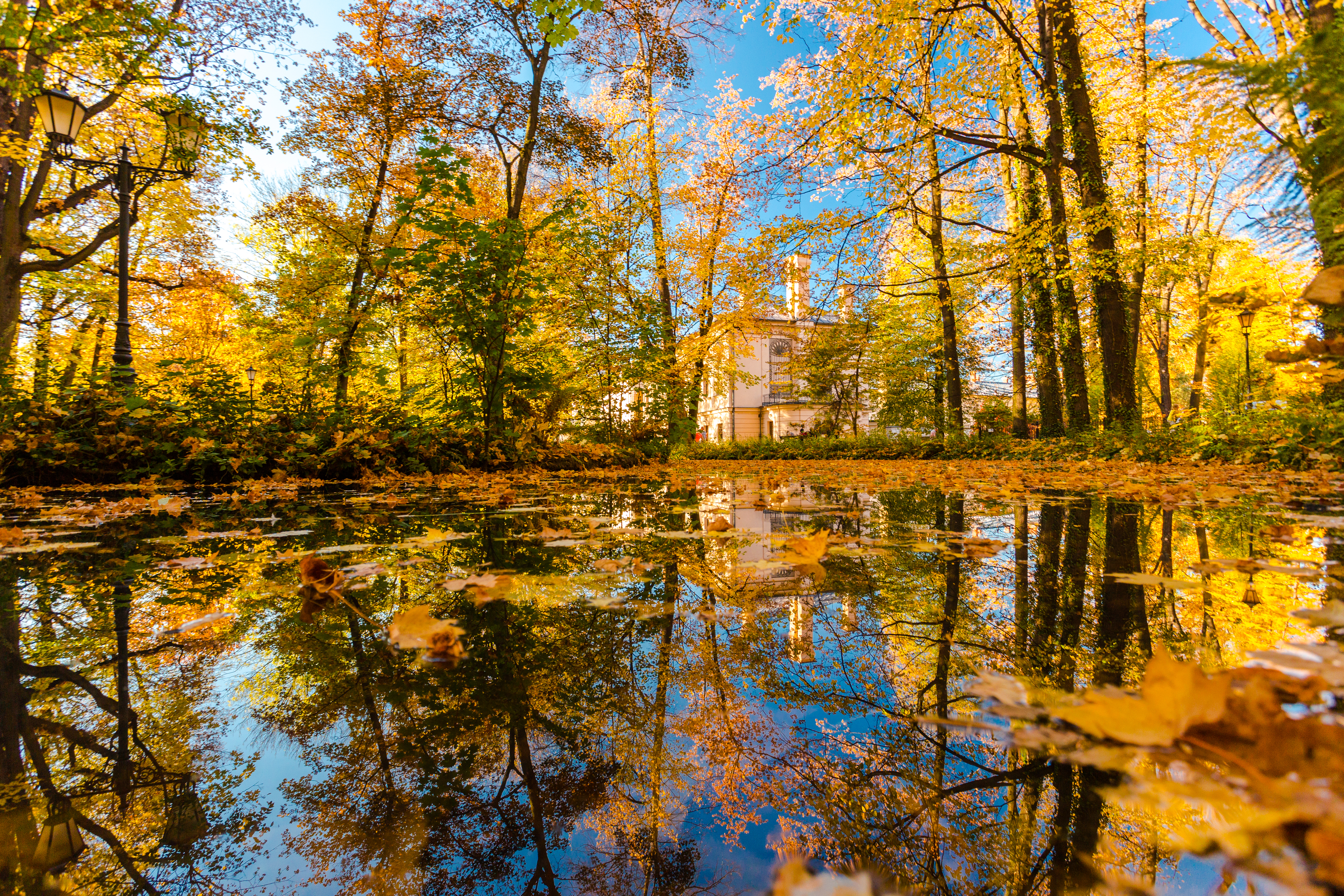
Park jesienią